# Дом страхов
«Дом страхов» (англ. House of Fears) — американский фильм ужасов 2007 года режиссёра Райана Литтла.

## Сюжет
Во время вечеринки на Хэллоуин шестеро друзей решают отправиться в аттракцион под названием «Дом страхов». Они ещё не знают, что столкнутся с древним проклятием, которое никого не оставляет в живых…
Сюжет сосредоточивается вокруг зловещего артефакта — статуэтки, попавшей в аттракцион из Африки. В статуэтку вселился демон, способный воплощать в жизнь страхи, живущие в человеческом подсознании. Каждый, кто столкнётся со страхом, должен справиться с порождением собственного сознания, иначе ему грозит неминуемая смерть.

## В ролях
| Актёр           | Роль            |
| --------------- | --------------- |
| Корри Инглиш    | Саманта         |
| Сандра МакКой   | Хейли           |
| Майкл Дж. Паган | Девон           |
| Кори Севьер     | Картер          |
| Элис Гречин     | Кэндис          |
| Элиот Шварц     | Зейн            |
| Келвин Клэйтон  | Хамади          |
| Джаред Падалеки | Джей Пи (Камео) |

## Критика и восприятие
Рецензенты сайта Rotten Tomatoes поставили фильму оценку 2,7 баллов из 5. Назвав фильм «неплохим» и «лучшим, чем вышедшие позднее фильмы ужасов», критики выделили такие положительные моменты как качественно выполненные спецэффекты и монстры (хотя и было указано, что последние выполнены без использования CGI-графики), а также интересную идею с использованием древнего артефакта в качестве главного антагониста.
При этом рецензенты добавили, что сюжет фильма в целом бессвязный, игра актёров безэмоциональна, а события, происходящие в той или иной сцене, предсказуемы. Фильм был назван «нестрашным» и, по мнению рецензентов, от него «можно было ожидать большего». Также было отмечено, что фильм имеет определённое сходство с мультсериалом «Скуби-Ду» (в частности, по сюжетной композиции и местам действия), а также с серией фильмов «Ведьма из Блэр».